# ŠK Javorník Makov
ŠK Javorník Makov là một câu lạc bộ bóng đá Slovakia đến từ Makov. Hiện tại đội bóng thi đấu ở 3. liga (cấp độ 3 trong hệ thống bóng đá Slovakia). Câu lạc bộ được thành lập năm 1933.